# Raiden DX
Raiden DX (雷電DX Raiden Dīekkusu?) es la tercera instalación en la serie de juegos de arcade Raiden  desarrollada por Seibu Kaihatsu.

## Gameplay
El gameplay de Raiden DX es similar al de Raiden II. Tiene tres modos de juego diferente: el primero es una etapa larga de 15 minutos sin cortes que no permite continuaciones a los jugadores, las primeras cinco etapas de Raiden II, y ocho etapas (más una de bonificación) con diseños nuevos.

## Adaptaciones
Raiden DX fue adaptado al PlayStation en Japón. Esta versión incluye una banda sonora exclusiva para la PS, la banda sonora del Viper Phase 1, la banda sonora original del arcade, y El Maestro de Raiden, una enciclopedia, y otras características.